# Philautus cornutus
Philautus cornutus är en groddjursart som först beskrevs av George Albert Boulenger 1920.  Philautus cornutus ingår i släktet Philautus och familjen trädgrodor. IUCN kategoriserar arten globalt som otillräckligt studerad. Inga underarter finns listade i Catalogue of Life.